# Jakusho Kwong
Jakusho Kwong (ur. 1935 w Santa Rosa) — amerykański mistrz zen.
Wychował się w Palo Alto, a po ukończeniu szkoły zajął się grafiką użytkową. W 1960 w San Francisco zaczął studiować zen pod kierunkiem rōshiego Shunryū Suzukiego. W 1970 został wyświęcony. W 1971 rōshi Suzuki zmarł, a w dwa lata później Jakusho Kwong w dowód wdzięczności wobec nauczyciela założył wspólnie z Shinko Kwong, swoją żoną, ośrodek zen Sonoma Mountain Zen Center, aby kontynuować w nim praktykę według tradycji Sōtō. W latach 1973–1978 co tydzień studiował ceremonię przekazu pod kierunkiem rōshiego Kobuna Chino Otogawy. W 1978 w świątyni Rinso-in w Japonii otrzymał przekaz Dharmy od rōshiego Hoitsu Suzukiego, pod nadzorem rōshiego Hakusana Noiriego, i tym samym stał się pełnoprawnym spadkobiercą linii rōshiego Suzukiego. W 1995 ukończył dalsze szkolenie i otrzymał od japońskiej szkoły sōtō tytuł nauczyciela zen - Dendo Kyoshi. Jest jednym z kilkunastu zachodnich nauczycieli zen, którym przyznano tę godność. Rōshi Jakusho Kwong jest opatem ośrodka na górze Sonoma, a od 1987 prowadzi także sanghę Kannon w Polsce oraz Natthagi Zen Center na Islandii. Jest autorem książki „Bez początku, bez końca”.
Uczniowie Jakusho Kwonga w Polsce tworzą Buddyjską Wspólnotę „Zen Kannon”.

## Książki (wybór)
Bez początku, bez końca: intymne serce zenu - (ang. No beginning, no end : the intimate heart of zen, 2003; tłum. Michał Kłobukowski, Warszawa: Świat Książki - Bertelsmann Media, 2005; Kielce: Wydawnictwo Charaktery, Kannon Buddyjska Wspólnota Zen, cop. 2016)